# Jacques-Charles Dessöffy de Csernek
Jacques-Charles-Marie, comte Dessöffy de Csernek et Tarko (1er octobre 1720, Baulny - 6 septembre 1785, Vilosnes), est un général français d'origine hongroise.

## Biographie
Jacques-Charles Dessöffy entre au service dès sa plus tendre jeunesse comme volontaire dans le régiment de Kattky-hussards en 1728. Il est promu lieutenant réformé le 1er mai 1729, cornette en 1733, lieutenant en pied en 1734 et capitaine en 1742. Chevalier de l'ordre royal et militaire de Saint-Louis le 18 avril 1745, il passe dans le régiment de Chamborant hussards lors de la réforme de 1748. Lieutenant-colonel le 23 juin 1756, il est promu général-brigadier de cavalerie le 3 janvier 1770, et  maréchal de camp des armées du roi en mars 1780.

## Famille
Il est le fils de Nicolas (Miklós) Dessewffy, lui-même fils du baron Adam II Dessewffy (†1673), magnat de Hongrie, seigneur de Csernek et Tarko, et de Zsuzsanna Bélaváry  (†1703). Nicolas, son père, émigre en France et entre au service de Louis XIV en 1711. Il termine sa carrière comme colonel de hussards et chevalier de St-Louis. Sa mère est Anne-Louise Ogier de Baulny, fille de François, officier de Fauconnerie du roi et gendarme de la garde de Sa Majesté. 

## Sources
- Jean Baptiste Pierre Jullien de Courcelles, Dictionnaire historique et biographique des généraux français, depuis le onzième siècle jusqu'en 1820, Volume 9, 1823
- Alain Petiot, Les Lorrains et l'empire : Dictionnaire biographique des Lorrains et de leurs descendants au service des Habsbourg de la maison d'Autriche, 2005,  (ISBN 978-2914611374).
- János József Gudenus, A magyarországi főnemesség XX. századi genealógiája: köt. A-J, 1990
- Südosteuropäische Arbeiten, Volume 75,Numéro 1, 1974
- Jean Baptiste Pierre Jullien de Courcelles, Histoire généalogique et héraldique des pairs de France: des grands dignitaires de la couronne, des principales familles nobles du royaume et des maisons princières de l'Europe, précédée de la généalogie de la maison de France, Volume 10, 1829
- Nicolas Viton de Saint-Allais, Nobiliaire universel de France ou recueil général des généalogies historiques des maisons nobles de ce royaume, 1819